# نیکون کولپیکس اس۱۰۰۰پی‌جی
نیکون کولپیکس اس۱۰۰۰پی‌جی (به انگلیسی: Nikon Coolpix S1000pj) یک دوربین عکاسی کامپکت ساخت شرکت نیکون است.